# Jaltomata bernardelloana
Jaltomata bernardelloana är en potatisväxtart som beskrevs av S. Leiva González och T. Mione. Jaltomata bernardelloana ingår i släktet jaltomator, och familjen potatisväxter. Inga underarter finns listade i Catalogue of Life.

## Bildgalleri

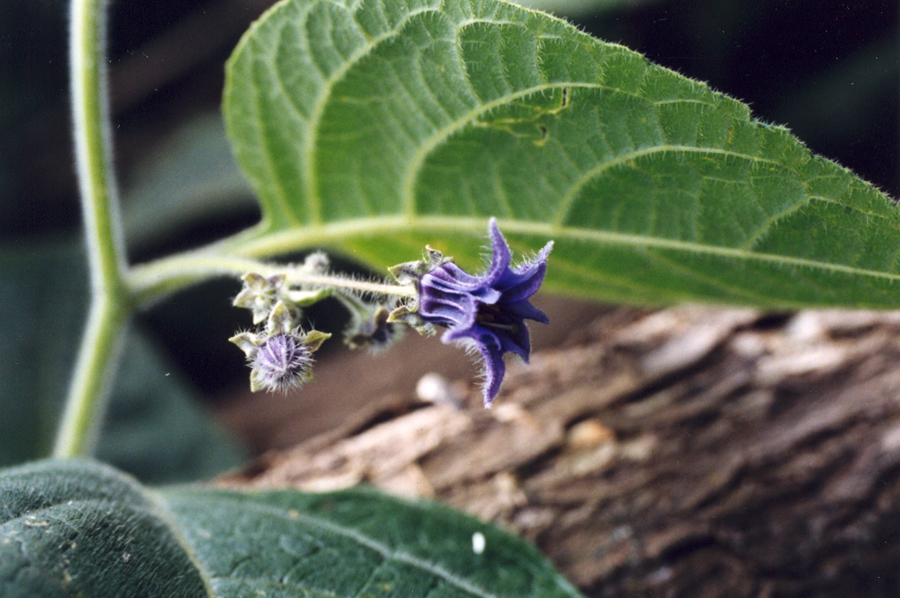